# Junta Federal de Gobierno
La Junta Federal de Gobierno fue un triunvirato cívico-militar que asumió temporalmente el poder en Bolivia, tras el fin de la Guerra Federal. Lo conformaban: el coronel (luego general) José Manuel Pando, el doctor Serapio Reyes Ortiz y el doctor Macario Pinilla Vargas. Gobernó del 12 de abril al 25 de octubre de 1899, llevando a cabo algunas reformas institucionales y realizando algunas obras públicas, como la construcción del palacio de gobierno de La Paz, hasta que una Convención Nacional reunida en 1899 eligió presidente a Pando.

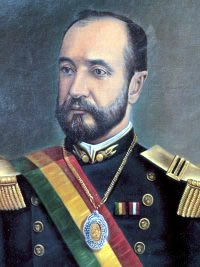
José Manuel Pando, miembro de la Junta Federal de Gobierno (1899).

## Antecedentes
Durante la presidencia del conservador Severo Fernández Alonso se produjo la llamada Revolución Federal (1899) que enfrentó en una guerra civil a las elites de La Paz y Sucre y a los liberales y conservadores, respectivamente. 
El detonante de la guerra fue la aprobación de la Ley de Radicatoria (1898), que declaraba a Sucre capital permanente de la República de Bolivia, en desmedro de La Paz. Los liberales, enarbolando la bandera del federalismo, se opusieron a dicha ley y el 12 de diciembre proclamaron una Junta Federal de Gobierno en La Paz, integrada por el prefecto Serapio Reyes Ortiz, el coronel José Manuel Pando y el doctor Macario Pinilla Vargas. Y como Secretario General el doctor Fernando Eloy Guachalla.
Simultánea a esta guerra, ocurrió la rebelión encabezada por el líder aimara Pablo Zárate, el “Temible Willka”, en defensa de tierras comunales expropiadas desde décadas anteriores. Pando tuvo la habilidad de ganarse el apoyo de Willka, aunque los indígenas tomarían un camino propio.
Tras cuatro meses de lucha, los liberales vencieron a los conservadores en la Batalla del Segundo Crucero. La Junta Federal de Gobierno consolidó así su poder sobre Bolivia.

## Labor de la Junta
El 14 de abril de 1899, los doctores Macario Pinilla y Serapio Reyes, en nombre de la Junta Federal de Gobierno, promulgaron un decreto por el que declaraban a la ciudad de La Paz como capital definitiva de la República de Bolivia. Pando, que ese mismo día fue ascendido a general, no suscribió ese decreto, por considerarlo imprudente para la pacificación del país.  
La Convención Nacional se instaló en la ciudad de Oruro el 20 de octubre del mismo año. Su fin era la elección de un nuevo presidente. Pero antes, los convencionales reunidos reconocieron la vigencia de la Constitución de 1880. Sin embargo, dejaron abierta la posibilidad para su reforma fundamental o parcial, por simple mayoría de votos y sin sujeción a los trámites establecidos en ella. 
El 25 de octubre de 1899 fue elegido presidente de Bolivia el general Pando.